# 7월 5일
7월 5일은 그레고리력으로 186번째(윤년일 경우 187번째) 날에 해당한다.

## 사건
- 1811년 - 베네수엘라가 스페인으로부터 독립한 첫 번째 남미 국가가 되다.
- 1886년 - 호머 헐버트(Homer Bezaleel Hulbert)가 달즐 벙커(Dalzell Adelbert Bunker) 및 조지 길모어(George William Gilmore) 부부와 함께 육영공원 설립을 위해 방문하다.
- 1937년 - 통조림햄의 시초인 스팸이 출시되다.
- 1946년 - 여성 수영복 비키니가 출시되다.
- 1949년 - 김구 국민장.
- 1949년 - 시모야마 사건.
- 1950년 - 한국전쟁: 북한군과 유엔군이 오산 전투에서 조우하다.
- 1955년 - 중국 제1기 전인대 제2차회의: 〈1차 5개년계획초안〉등 채택하다.
- 1962년 - 알제리가 프랑스로부터 독립하다.
- 1975년 - 카보베르데가 포르투갈로부터 독립하다.
- 1987년 - 대한민국의 학생운동가 이한열이 최루탄에 맞아 사망했다.
- 1996년 - 복제 양 돌리가 탄생하다.
- 2016년 - 울산광역시 동구 동쪽 52km 해상에서 규모 5.0의 지진이 발생하였다.

## 문화
- 1687년 - 아이작 뉴턴의 《자연철학의 수학적 원리》가 출판되다.
- 2006년 - 강원도 홍천군에 오션월드 개장.
- 2018년 - KBS의 시청자 칼럼 우리사는 세상이 20년 만에 종영되었다.

## 탄생
- 980년 - 고려의 제7대 국왕 목종. (~1009년)
- 1853년 - 영국의 정치인 세실 로즈. (~1902년)
- 1884년 - 이탈리아의 추기경 엔리코 단테. (~1967년)
- 1889년 - 프랑스의 시인 장 콕토. (~1963년)
- 1911년 - 프랑스의 대통령 조르주 퐁피두. (~1974년)
- 1918년 - 대한민국의 정치인 한광석. (~2017년)
- 1920년 - 대한민국의 궁중음식 연구가 황혜성. (~2006년)
- 1925년 - 프랑스의 작가 장 라스파유. (~2020년)
- 1928년 - 프랑스의 정치인, 총리 피에르 모루아. (~2013년)
- 1930년 - 조선민주주의인민공화국의 정치인 강관주.
- 1935년 - 태국의 정치인 참롱 스리무앙.
- 1942년 - 대한민국의 영화배우 이일웅. (~2022년)
- 1943년 - 캐나다의 싱어송라이터 로비 로버트슨. (~2023년)
- 1945년 - 대한민국의 정치인 임수진.
- 1947년 - 대한민국의 방송작가 이홍구.
- 1955년 - 대한민국의 전 야구 선수 서정환.
- 1960년 - 대한민국의 소설가 성석제.
- 1961년 - 일본의 성우 마스타니 야스노리.
- 1963년
  - 대한민국의 배우 손호균.
  - 대한민국의 배우 이종래.
  - 미국의 배우 이디 팰코.
- 1965년
  - 대한민국의 정치인 김미경.
  - 대한민국의 정치인 김승수.
- 1966년 - 이탈리아의 전 축구 선수 잔프랑코 졸라.
- 1968년
  - 일본의 만화가 아카마츠 켄.
  - 미국의 배우 마이클 스툴바그.
  - 미국의 기술경영인, 기업가 수전 워치츠키. (~2024년)
- 1969년 - 대한민국의 아나운서 박경추.
- 1971년
  - 대한민국의 정치인 오언석.
  - 대한민국의 야구 선수 손동일.
- 1972년
  - 대한민국의 전 야구 선수, 현 야구 코치 김원형.
  - 대한민국의 정치인 홍연아.
- 1973년
  - 대한민국의 희극인 이혁재.
  - 대한민국의 가수 손지연.
- 1974년
  - 대한민국의 배우 김병철.
  - 대한민국의 배우 정희태.
- 1975년 - 아르헨티나의 축구 선수 에르난 크레스포.
- 1976년
  - 대한민국의 아나운서 백승주.
  - 포르투갈의 축구 선수 누누 고메스.
  - 미국/캐나다의 배우 제이미 엘먼.
- 1977년 - 대한민국의 가수 조유진 (체리필터).
- 1978년 - 대한민국의 핸드볼 선수 남광현. (~2010년)
- 1979년
  - 대한민국의 가수 호란.
  - 대한민국의 배우 오대환.
  - 불가리아의 축구 선수 스틸리얀 페트로프.
  - 레바논의 배우 다린 함제.
- 1980년
  - 대한민국의 배우 윤경호.
  - 대한민국의 성우 안영아.
  - 미국의 작곡가, 기타리스트 제이슨 웨이드.
- 1981년 - 미국의 배우 라이언 핸슨.
- 1982년
  - 이탈리아의 전 축구 선수 알베르토 질라르디노.
  - 대한민국의 배우 이주현.
- 1983년
  - 미국의 가수 이루.
  - 대한민국의 야구 선수 문규현.
- 1984년
  - 대한민국의 방송인 김엔젤라.
  - 대한민국의 기타 연주가 임정현.
  - 대한민국의 배우 연우진.
- 1985년 - 미국의 축구 선수 메건 러피노.
- 1986년
  - 대한민국의 싱어송라이터, 음악 프로듀서 애덤 영.
  - 이탈리아의 축구 선수 피에르마리오 모로시니. (~2012년)
- 1987년 - 대한민국의 배우 지창욱.
- 1988년 - 몬테네그로의 전 축구 선수 루카 로트코비치.
- 1989년
  - 일본의 야구 선수 가라카와 유키 (지바 롯데 마린스).
  - 미국의 모델 션 오프라이.
  - 크로아티아의 축구 선수 데얀 로브렌.
  - 중국의 배우 쑤칭.
- 1990년 - 대한민국의 가수 박경리 (나인뮤지스).
- 1991년 - 대한민국의 가수, 뮤지컬 배우 박준호.
- 1992년
  - 대한민국의 전 스타크래프트 프로게이머 이영호 (KT 롤스터).
  - 스페인의 축구 선수 알베르토 모레노.
  - 대한민국의 가수 밀리그램.
- 1993년
  - 대한민국의 배우 공다임.
  - 대한민국의 가수 화자.
  - 가봉의 축구 선수 요안 오비앙.
- 1994년
  - 대한민국의 가수 창선 (전설).
  - 대한민국의 배우 유하.
  - 대한민국의 배우 전종서.
  - 대한민국의 배우 이규형.
  - 일본의 야구 선수 오타니 쇼헤이.
  - 독일의 축구 선수 로빈 고젠스.
- 1995년
  - 대한민국의 가수 혁 (빅스).
  - 인도의 배드민턴 선수 푸사를라 벵카타 신두.
- 1996년
  - 대한민국의 래퍼 재키와이.
  - 일본의 성우 츠무기 리사.
- 1997년
  - 대한민국의 배우 이시우.
  - 대한민국의 가수 제이미.
  - 대한민국의 가수 타니. (~2018년)
  - 불가리아의 축구 선수 김호연.
  - 대한민국의 가수 체리 (굿데이).
- 1999년
  - 대한민국의 쇼트트랙 선수 황대헌.
  - 대한민국의 가수 강혜원.
  - 대한민국의 유튜버 김예빈.
- 2000년 - 대한민국의 배우, 유튜버 한지효.
- 2002년
  - 대한민국의 야구 선수 김진욱.
  - 대한민국의 야구 선수 이주형.
  - 일본의 아이돌 야하기 모에카. (AKB48)
- 2003년 - 태국의 배우 푸윈 탕사큐엔.
- 2004년
  - 대한민국의 탁구 선수 신유빈.
  - 대한민국의 축구 선수 한태희.
- 2005년 - 대한민국의 연극배우, 뮤지컬 배우 최수미.
- 2007년 - 대한민국의 배우 최수영.

### 미상
- 대한민국의 수필가 권숙현.
- 대한민국의 가수 별.

## 사망
- 967년 - 제62대 일본의 천황 무라카미 천황. (926년~)
- 1927년 - 대한제국과 일제 강점기의 관료 이종국. (1875년~)
- 1959년 - 대한민국의 독립운동가, 역사가 계봉우. (1880년~)
- 1962년 - 미국의 정치인 존 헨리 스텔. (1891년~)
- 1983년 - 독일의 축구 선수, 축구 감독 헤네스 바이스바일러. (1919년~)
- 1987년 - 대한민국의 민주화운동가 이한열. (1966년~)
- 2003년 - 중화인민공화국의 군인 장아이핑. (1910년~)
- 2015년 - 일본계 미국인 물리학자 난부 요이치로. (1921년~)
- 2017년 - 독일의 추기경 요아힘 마이스너. (1933년~)
- 2017년 - 대한민국의 희극인 조금산. (1963년~)
- 2018년 - 프랑스의 추기경 장루이 토랑. (1943년~)
- 2020년
  - 캐나다의 영화배우 오버트 팰러쉬오. (1937년~)
  - 캐나다의 뮤지컬 배우 닉 코더로. (1978년~)
- 2021년
  - 이탈리아의 가수, 배우 라파엘라 카라. (1943년~)
  - 미국의 영화 감독 리처드 도너. (1930년~)
  - 소련의 영화 감독 블라디미르 멘쇼프. (1939년~)
- 2022년 - 대한민국의 의학자 이호왕. (1928년~)
- 2023년 - 중국계 미국인 가수 코코 리. (1975년~)
- 2024년
  - 미국의 영화프로듀서 존 랜다우. (1960년~)
  - 스웨덴의 생화학자 벵트 잉에마르 사무엘손. (1934년~)

## 기념일
- 제헌절: 아르메니아
- 독립기념일: 알제리, 베네수엘라, 카보베르데
- 노예해방의 날, 1827년 뉴욕시에서 아프리카 노예가 해방된 것을 축하하는 날.

## 같이 보기
- 전날: 7월 4일 다음날: 7월 6일 - 전달: 6월 5일 다음달: 8월 5일
- 음력: 7월 5일
- 모두 보기